# 金大中
金 大中（キム・デジュン、きん だいちゅう、韓国語: 김대중、1925年12月3日または1924年1月6日〈陰暦1923年12月3日〉 - 2009年8月18日）は、韓国の政治家、市民活動家。第15代大統領（在任：1998年 - 2003年）。
本貫は金海金氏。号は後廣（후광、フグァン、ごこう）。日本名は豊田 大中（とよた だいちゅう、1924年- 1945年）。ニックネームは「忍冬草」。略称は「DJ」。カトリック教徒で、洗礼名はトマス・モア。慶熙大学校大学院修了。エモリー大学・カトリック大学名誉法学博士。モスクワ大学政治学博士。立命館大学第37号名誉博士。

## 概説

### 生い立ち
1924年1月6日（自伝による。戸籍上の出生日は1925年12月3日となっている）、全羅南道の荷衣島（現在の全羅南道新安郡荷衣面）に生まれるが、本貫はこの地域と対立していた慶尚道の金海である。荷衣島の現在の荷衣小学校に通っていたが、1936年秋に家族とともに木浦府（現、木浦市）に転居し、木浦第一普通学校(現、木浦北橋小学校)に転校。1939年に木浦公立商業学校（現、木商高校）に入学、1943年に卒業。1970年に慶煕大学大学院経済学科2年課程修了。
木浦商業学校卒業後、木浦日報、海運会社の経営を経て、1954年の総選挙で国会議員に初挑戦するも落選。張勉に引き立てられ、民主党スポークスマンを務める。以降も、当時の李承晩大統領の政策に反対する姿勢で活動したが、1959年、1960年と立て続けに落選を経験した。

### 1961年に初当選

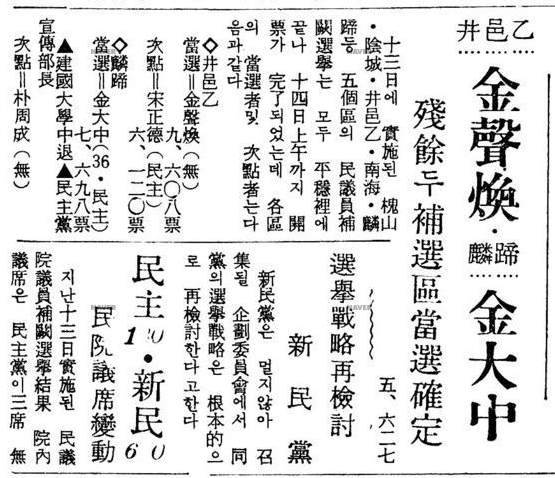
初当選時の新聞記事（1961年5月15日 東亜日報）

1961年5月14日に行われた民議員（当時の国会下院議員）の江原道の再補欠選挙に立候補。地元の漢方薬店に勤めていた嚴昌錄（オム・チャンノク）を選挙参謀に引き入れ、初当選を果たした。ところが2日後の同月16日に朴正煕による軍事クーデターが発生し、国会が強制解散となったため失職した。
1963年の国会議員選挙に木浦市選挙区から立候補し当選。
1964年4月、金俊淵の拘束同意案の可決を阻止するため、国会で5時間19分のフィリバスターを行った。金泳三とともに野党の代表的な政治家として頭角を現す。
1967年の国会議員選挙は民主共和党のキム・ビョンサムとの一騎打ちとなった。選挙戦中、朴正熙大統領は木浦に乗り込んで異例の応援演説をし、現地で閣議まで開き、木浦開発を公約して有権者にアピールした。わずか15万人程度の地方都市に外国人記者やテレビ局の報道陣がつめかけた。金大中は公開質問状を朴正熙に送り、「あなたがこれほどまでに不正選挙をしようとするのは、多数の議席を与党で占めて三選改憲をするためではないか」と問うた。朴正熙は翌日の演説で「私が三選改憲をしようとしていると宣伝するのは政治的謀略だ」と述べた。6月8日に投票が行われ、金大中29,279票、キム・ビョンサム22,738票との結果により、金大中が勝利した。金大中と与党候補の対決は「木浦の死闘」とまで言われた。
1970年9月29日、新民党の全党大会が開かれ、大統領候補に指名された。
1971年4月の大統領選では、現職の朴正煕に97万票差にまで迫った（朴正煕634万票、金大中537万票）が、落選。同年5月24日、翌日投票の国会議員総選挙の応援演説をするため、車で移動中、交通事故を装った暗殺工作に遭い、股関節の障害を負った。

### 亡命生活・拉致事件
日本滞在中の1972年10月17日、朴正煕が非常戒厳令を布告し、19時をもって国会を解散し、現行憲法の一部条項の効力停止を断行した（十月維新）。金は一晩考えたのち、亡命生活を送ることを決断。翌18日午後、「朴正熙大統領の今度の措置は、統一をかたり自身の独裁的永久執権をねらう驚くべき反民主的措置である」との声明を発表し、11月13日に米国へ出国した。一度日本を訪れたのち、また米国に戻った。
1973年6月28日、最初の自叙伝である『独裁と私の闘争』を日本の出版社から日本語で出版した。同年7月10日、米国から日本に入国。同年8月8日、韓国中央情報部（KCIA） により東京都千代田区のホテルグランドパレスの22階で拉致され、船で連れ去られた。8月13日にソウル市内の自宅前で解放されるも、8月16日から警察が自宅に駐留し、秘書の出入りや電話使用も禁止され、10月26日まで自宅軟禁された。
1976年3月には尹潽善らと共に「民主救国宣言」を発表した後に逮捕。裁判中にもかかわらず、ソウルの拘置所から遠く離れた晋州刑務所へ送られる。その後に懲役判決を受け、1978年3月に釈放された。1979年10月26日に朴正煕暗殺事件が起きると、民主化の機運が高まってソウルの春が訪れ、韓国政界で金大中・金泳三・金鍾泌の3人のリーダーが注目される、いわゆる三金時代が始まった。
1980年2月29日に公民権を回復。政治活動を再開するが、3か月後の5月18日に再び逮捕。これが原因となって光州で起きた民主化要求のデモを軍部が武力鎮圧する、流血の大惨事となった。
このため、軍法会議で首謀者として、また1977年に発生した学園浸透スパイ団事件での“摘発スパイ”の自白から「韓国民主回復統一促進国民会議」の議長とみなされ、1980年9月17日に死刑判決を受けた。当時の鈴木善幸首相はこれを憂慮して、11月21日に崔慶禄駐日大使と会談し、「日韓親善からみて、金大中の身柄に重大な関心と憂慮の意を抱かざるを得ない」と発言し、その旨を全斗煥大統領に伝達するよう要請した。この事を受け、『朝鮮日報』は11月25日付の紙面で、鈴木の発言を「内政干渉である」と批判した。
しかし、次第に民主化弾圧の死刑判決であると国際的な批判が強まり、1982年1月23日の閣議決定により無期懲役に減刑される事が決定した。同年12月23日、刑執行停止で釈放され、家族と共に米国のワシントンに出国した。
1985年2月8日に亡命先の米国からの帰国を強行し軟禁状態に置かれたが、1か月後の3月6日に全斗煥大統領により政治活動を解禁された。
1987年6月29日、大統領候補の盧泰愚は大統領直接選挙制の導入と、金大中らの赦免・復権を骨子とする「民主化宣言」を発表した。 これを受けて政府は同年7月9日、金大中を含む政治犯らの赦免・復権を発表した。同年12月に行われた大統領選挙で平和民主党を結成して、軍人出身の盧泰愚に挑むものの、金泳三と分立したことが文民勢力の分裂を招いて敗北した（金泳三と金大中の得票率の合計は55%で、当選した盧泰愚の36･6%をはるかに上回った）。
1989年1月8日、昭和天皇崩御により在韓日本大使館に設置されていた焼香所で90度のお辞儀をして拝礼をした。
1992年にも金泳三・鄭周永らを相手に大統領選を戦うも再び敗北。これをもって金大中は一時、政界引退を表明した。その後、研究生活に入り、論文を書く日々を送っていたが、次回大統領選挙に向け動向に注目を浴びていた1995年に、新政治国民会議を結成して、総裁に就任。政界復帰した。

### 大統領就任
1997年の大統領選挙では、与党ハンナラ党の李会昌と、ハンナラ党内での予備選に敗退した李仁済を相手に選挙を戦った。与党の強力な集票力に当選が危ぶまれたが、保守派であり朴正煕の片腕だった金鍾泌と手を結び、また度重なる敗北を逆手に取り「準備された大統領」をキャッチフレーズに戦い、アジア通貨危機への対応能力をアピールした。結果、自らの地盤である全羅道地域で圧倒的な支持を得たことに加えて、金鍾泌の地盤である忠清道地域、浮動票の多い首都圏での支持を得ることに成功した。また、李仁済の立候補により保守票が割れたことにも助けられ、当選した。
大統領に就任したのはアジア通貨危機の直後であり、経済的な危機は続いていた。金大中政権は引き続きIMFの介入を全面的に受け入れた上で、経済改革に着手した。IT産業奨励やビッグディール政策をもって経済建て直しを図った。危機を脱した韓国は内外から「IT先進国」と呼ばれるようになり、サムスン電子や現代自動車の世界市場での地位を高めた。しかし、急激な産業構造の転換は貧富の格差の増大などを招いた。そのため、医療保険や年金など福祉政策の拡充にも重点を置いた（DJノミクス）。
1998年10月8日、小渕恵三首相と日韓共同宣言を発表し、韓国でそれまで禁止されていた日本文化の開放を推し進めた。
自ら大韓民国中央情報部（KCIA）に拉致され、命を狙われた経験のある金大中は、1999年に国家安全企画部（旧・中央情報部）を廃止し、権限や機能を大幅に縮小した国家情報院を大統領直属機関として新設した。
朝鮮民主主義人民共和国（北朝鮮）に対しては「太陽政策」と称される緊張緩和政策を志向した。2000年6月に朝鮮民主主義人民共和国の首都平壌で金正日国防委員長との南北首脳会談が実現し、6.15南北共同宣言を締結した。南北首脳会談などが評価され、ノーベル平和賞を受賞した。韓国人初のノーベル賞受賞者となった。ただし、太陽政策は当時北朝鮮にいた脱北者からみても、困窮して崩壊直前とされていた北朝鮮を救って継続させた上に、核実験の成功や核兵器保有に繋がったため批判がある。
その後の報道では、会談実現のために金大中大統領から現代グループを通じて4億から5億ドルを金正日に渡していたとされる。（後述）
朴正煕・全斗煥・盧泰愚・金泳三と4代続いた慶尚道地域出身の大統領から、全羅道地域の金大中へ権力が移ったことにより韓国の地域対立の打破が期待されたが、当選時の経緯や、共に与党である新政治国民会議と忠清道地域に影響力を持つ自民連の統合が頓挫したことにより、この分野では目覚しい成果を上げることが出来なかった。
2001年3月8日、ワシントンでの米韓首脳会談後の会見で、横に立ったジョージ・W・ブッシュ大統領から「Mr.president」ではなく「this man」と呼ばれた。同会談と、その前の電話協議で北朝鮮への融和政策を執拗に説いて不興を買ったためと見られている。
2002年の任期末に3人の息子である金弘一・金弘業・金弘傑による不正蓄財が発覚し、国民へ代わりに謝罪をした。なお、3人はそれぞれ国会議員に当選したことがある。
3人の息子らが斡旋収賄で身柄を拘束された時に、李姫鎬（イ・ヒホ）夫人によると「家庭の中外でも言葉を失くした。互いに各々の書斎で別々に過ごし、夜遅くに寝ようとした。夫（金大中）が死刑宣告を受けた時の辛さも、これほどではなかった。一日も早く青瓦台（大統領府）から出ていきたかった」。月刊誌のインタビューで夫人は「2002年は悪夢」と語っている。

### 大統領退任後と晩年
2002年12月19日に行なわれた大統領選挙で、与党の新千年民主党から出馬した盧武鉉がハンナラ党の李会昌を僅差で下した。
2003年1月17日、金は自身が創立したアジア太平洋平和財団を延世大学校に寄贈した。同年2月24日に大統領を退任。同年11月3日、延世大学校は寄贈された資料などをもとに金大中図書館を設立した。政治とは距離を置き、研究生活を送る。
2006年6月に北朝鮮を訪問する予定であったが、北朝鮮のテポドン発射問題によって取り消された。
2008年11月27日に、民主労働党指導部に対して「民主労働党・民主党・市民社会団体がしっかりと手を組んで広範囲の民主連合を結成し、逆走を阻止する闘争をすれば必ず成功するはずだ。李明博政府の非核・開放3000政策は失敗した米ブッシュ政権の政策である」と述べた。
2009年7月13日に三たび持病の肺炎を患う。同年8月18日にソウル市内の延世大学校医療院セブランス病院で、多臓器不全により、死去。83歳だった。また、盧武鉉の死去（同年5月23日）と同じく、韓国の大手サイト（ネイバー、ダウム、ネート、Yahoo!、Google、MSN）では、トップのロゴを白黒に差し替え、特設ページも設けた。太陽政策を推し進めた大統領経験者が4か月足らずで相次いで死去したことになる。
日本政府は、金大中の死去に際し、麻生太郎内閣総理大臣（当時）名の追悼談話を発表した。
2009年8月23日、ソウル市の国会議事堂前広場にて、韓国史上2人目の国葬に処された。
盧武鉉が2009年5月23日に亡くなった際には、金大中は「私の体の半分が崩れたような気持ちだ」と語った。盧武鉉の死後、自身の死去（2009年8月18日）の約2か月前に、文在寅・朴智元・丁世均・安熙正らを呼び、「必ず政権交代を果たしてほしい。私は年老いて病気で先が長くない。あなたたちがしなければならない」と言い遺していた。この金大中の「遺言」を受けて文在寅は政界入りを決意し、8年後の2017年5月9日の大統領選挙に当選して第19代大統領に就任した。安熙正は翌2010年6月の全国同時地方選挙の忠清南道知事選挙に出馬し、当選した（2014年6月の全国同時地方選挙で再選）。朴智元は2016年の朴槿恵の大統領弾劾の際に、野党第二党（当時）の国民の党の院内代表兼非常対策委員長として国会での弾劾訴追案の可決に尽力した。丁世均は朴槿恵の弾劾訴追案議決の際に国会議長であった。

## ギャラリー

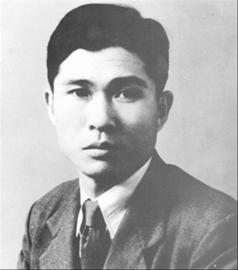
金大中（1943年）
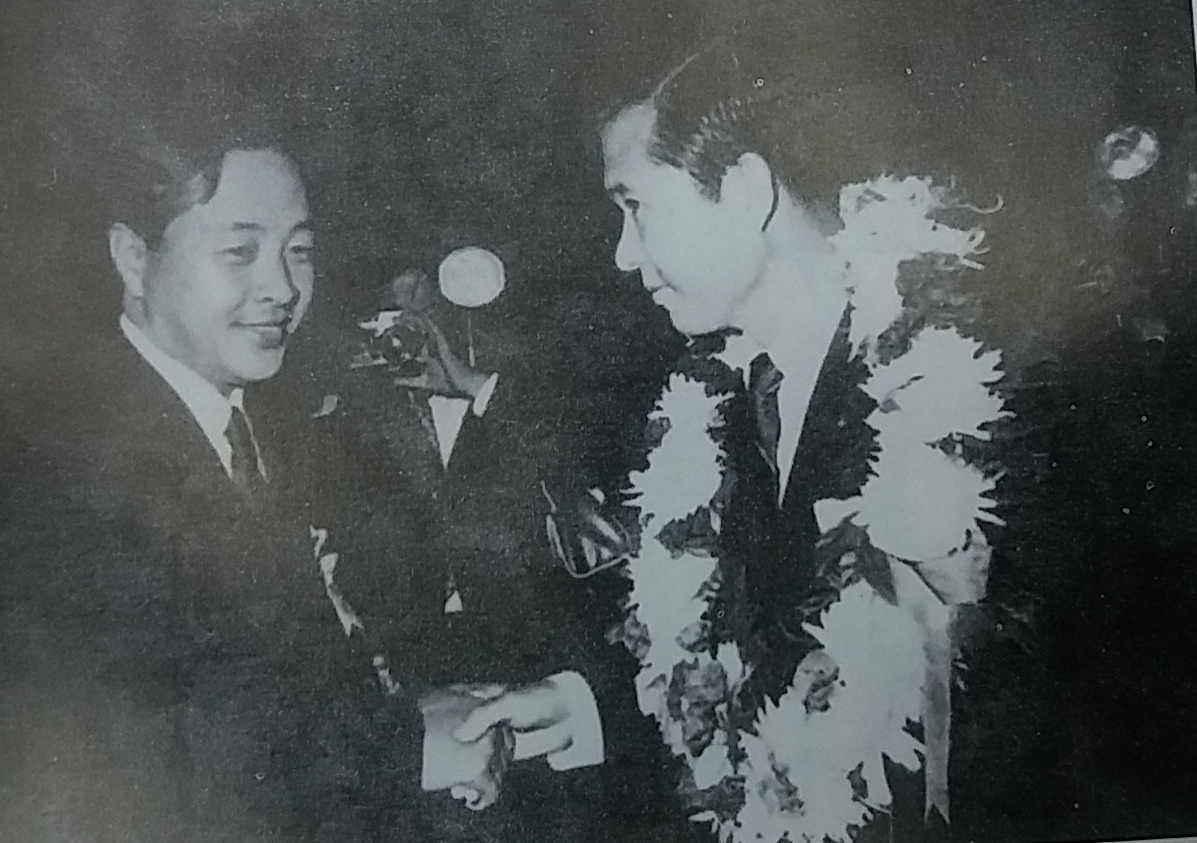
金泳三と金大中（1960年10月11日）
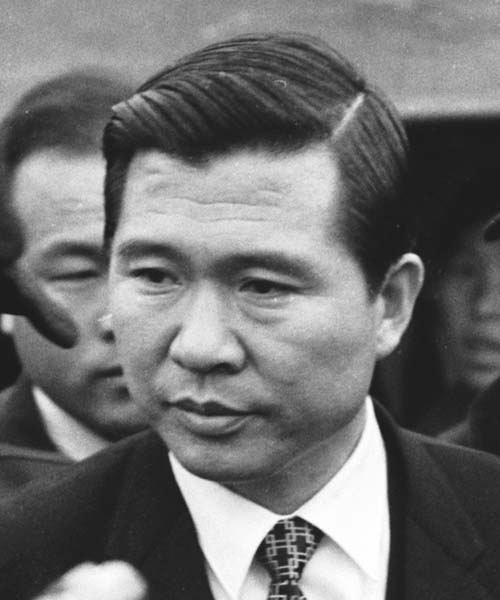
金大中（1970年12月21日）
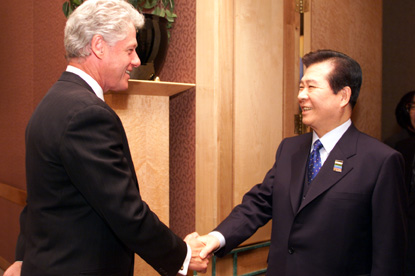
ビル・クリントンと金大中（1999年9月12日）
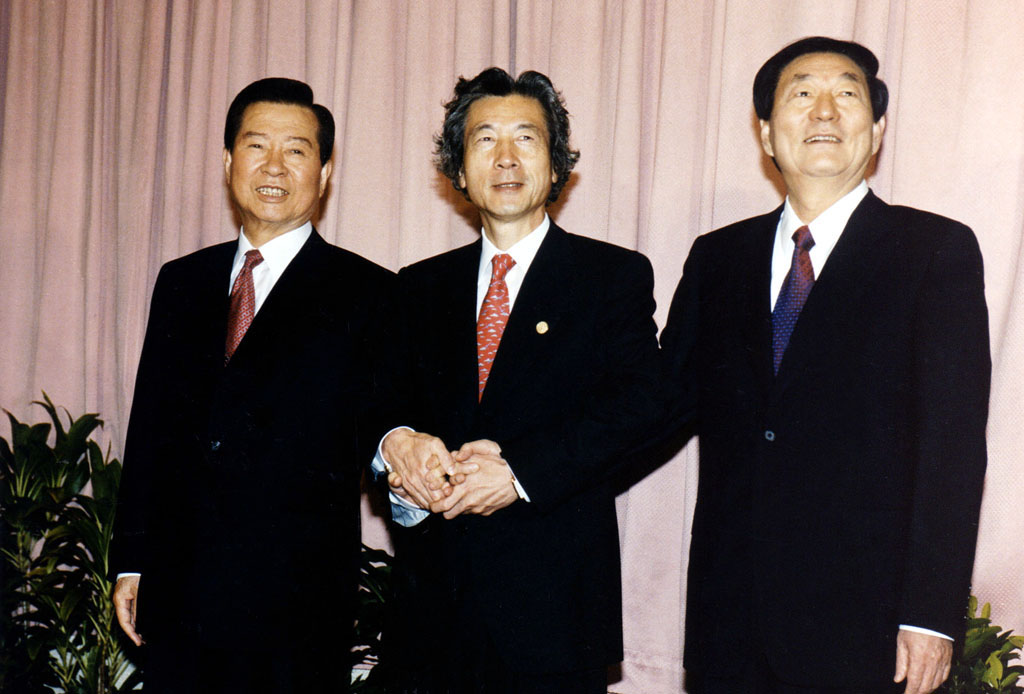
金大中、小泉純一郎、朱鎔基（2001年11月5日）

## 対日政策
金大中は、併合時代の統治下で日本語教育を受けており、戦後も日本滞在歴が長かったため、流暢な日本語を話すことができ、日本のマスコミ向けのインタビューでは日本語で応じることもあった。現在でも歴代大統領の中で一番の親日家だと言われている。
韓国右派の最高指導者であった朴正煕への唯一の対抗馬であり続け、1971年大韓民国大統領選挙では得票率45.3%という善戦をするなど、韓国左派にとっては絶対神に近しい存在であり、批判を抑えることが出来たために、韓国の国益に沿った対日政策を採ることも可能であった。例えば、日本統治時代の名前の使用、日本統治時代の良かった点の発言、昭和天皇崩御の際の焼香への参席、日本文化の解禁など、戦後朝鮮においてタブーとされていた言動を行った。
金大中の大統領就任とその後の2002年の日韓ワールドカップ共催決定といった政策は、金大中事件などによって軍事独裁国家というイメージを持っていた事に加え、民主化したことで吹き出た反日ポピュリズムに乗った金泳三時代の反日活動によってさらに低下していた日本人からの韓国への好感度を大幅に上昇させた。
大統領に就任した後の1998年10月8日、金大中は日本の国会で行った演説の中で「このような通貨危機を克服する過程で日本の支援は本当に大きかったです。日本は韓国の短期外債延長において、その3分の1を超える79億ドルを中長期外債に転換してくれました。世界のどの国よりも多くの協力をしていただいたのです。『困った時の友達が本当の友達』という言葉があります。私はこの場を借りて、改めて日本の積極的な誠意のこもったご協力に心から感謝を申し上げます」と日本への感謝を述べた。韓国では左派メディアも左派の大統領という陣営の論理で演説を批判的に報道しなかった上に、反日が最も強い市民団体を含むほぼ全ての韓国左派も黙認したために炎上しなかった。この演説以後の2023年時点でも韓国ではIMF事態の日本の支援や利子の支払い放棄や猶予など情けは全く知られておらず「日本が資金を引き上げたから、IMF事態が起きた」と信じられている中でしたことは韓国左派の最高権力者である金大中でなければ不可能だったと指摘されている。
金泳三・盧武鉉のように、強固な反日姿勢はとらず、宇都宮徳馬らの働きかけで2度命を救った日本に対しても寛容な立場で、韓国的基準なら本来「親日派」認定される言動を行ったが、小泉純一郎の靖国神社参拝問題には反対の姿勢であった。
また、前述の金大中事件がKCIAの犯行と判明した際には、事件の阻止と韓国側への抗議はしたものの、朴正煕大統領側との日韓政府友好関係を意識していた田中角栄らを田中の没後であったのにもかかわらず、痛烈に批判している。ただし、日本語訳版も出た大統領就任直後に出版された自伝『死線を越えて』では「金大中事件の際には日本の皆様には世話になった。」と日本に対する謝意は表明している。
大統領就任後の来日時には日本統治時代の恩師を訪問し、「豊田です。」と日本語で創氏改名時の苗字を名乗って、謝意を示した。1998年の来日に先立って、韓国政府として天皇を表す「日王」の呼称を取り止め、「天皇」を使用することを公式に宣言。また、来日前から「過去の清算」に強い意欲を持っていたとされる。皇居での宮中晩餐会で天皇の「お言葉」に対する答辞では、植民地支配など過去の歴史の傷には触れなかった。愛子内親王の誕生に際しては「皇室と国民が待ちこがれた皇孫が誕生した事を、韓国国民とともに心よりお祝いします。皇室がこの度の慶事を機に、一層繁栄することを確信します」との祝電を送った。また、金大中は日本の常任理事国入りに対する韓国国内の支持を求めていた。
漫画や映画、音楽など流入が制限されてきた日本大衆文化の開放を行った。
日韓ワールドカップも共同開催するなど、民間交流で日韓関係を好転させ、過去最も良好な外交関係を築いた。

## 批判
金大中は南北首脳会談の直前に現代グループが事業の権利を得るべく行った北朝鮮への5億ドル（4億ドルとも伝えられている）の違法な送金を命令し、中華人民共和国の北京・マカオ・香港を経由して金正日とその長男の金正男や側近の張成沢に渡ったとされる。このため首脳会談は送金の見返りだったという見方があり、ノーベル平和賞受賞に疑問を投げかけられている。
金大中の対北政策は苦難の行軍で破綻目の前だった北朝鮮を復活させ、統一を遠のかせたと指摘されている。当時脱北者も金大中開始前に障子すら手に入らない破綻寸前だったのに金大中政権が成立すると一気に物資であふれたと証言している。2002年3月、アメリカ議会調査局のラリー・ニクシー研究員が「現代は北朝鮮に対し、金剛山事業費以外にも4億ドル（約420億円）の秘密資金を支払った」と報告書を通じて明らかにした。当時、現代グループと北朝鮮による裏契約説のうわさがすでに広まっていたが、具体的な額を指摘されたのはこの報告書が初めてだった。金大中（キム・デジュン）政権も現代グループもどちらも「根拠のないうわさだ」として一蹴したが、のちに虚偽答弁だと明らかになった。韓国軍兵士6人が戦死した第2延坪海戦が2002年6月に起き、北朝鮮警備艇が韓国の高速艇に1発で命中させたとのニュースを見て「北朝鮮は新しい兵器を使った」と多くの人が想起した。「ニクシー報告書」には「北朝鮮は韓国から受け取った巨額の現金を軍事目的に使用している」とするCIA（米中央情報局）の分析も記載されていた。同年9月の韓国国会国政監査で厳総裁は、現代商船が産業銀行から融資を受けた4000億ウォン（当時4億ドル、約420億円）についてオム・ホソン議員に問いただされた厳総裁は国家情報院対北担当次長に会ったことも「現代商船社長は『われわれが使った金ではない。政府が代わりに返済すべきだ』と言った」と証言した。4000億ウォンの融資を承認した前任者（当時の金融監督委員長）が「私も悩んだ。青瓦台（2002年当時の韓国大統領府）秘書室長があまりにも強く言ってくるので、どうしようもなかった」と言っていたことも暴露した。北朝鮮への違法送金が社会に知られた瞬間だった。厳総裁は2017年の回顧録で「第2延坪海戦当時、北朝鮮軍は南韓が送った資金によって武装したかもしれないと考えると、夜も寝られなかった」と告白した。さらに2002年初めに会ったあるグループの役員が「（金大中）政権が対北事業への参加を要求してくるので頭が痛い」と言っていたとして「（私は）現代に続いて別の企業まで対北事業に関係するのは絶対に望ましくないと思った」「阻止しなければならないと考えた」とも伝えている。対北送金について自ら直接明らかにしようと決意した理由を明らかにした。結局2003年、対北送金特別検事の捜査で金大中大統領と金正日）総書記による首脳会談の際、「裏金」として北朝鮮に4億5000万ドル（約470億円）が支払われていたことが分かった。送金について北朝鮮側と合意した人物は「1ドル（約105円）も支払っていない」とずっとうその証言を続けていた朴智元文化観光部（省に相当）長官だった。しかし、証拠が全て出てきたため刑務所に服役した。
2004年3月28日、最高裁判所は朝鮮民主主義人民共和国（北朝鮮）への不法送金事件で起訴された林東源元国家情報院長、李瑾栄元産業銀行総裁、朴相培元産業銀行副総裁、金潤圭現代峨山社長に対し有罪を確定したと発表。判決文では「高度な政治性を帯びた国家行為に対し、司法審査を抑制するという統治行為概念は認めるとしても、適法な手続きに沿うことなく、北朝鮮に4億5000万ドルを送金した行為自体は法的審査の対象となる」としている。
2004年6月12日のMBCのインタビューにて、金大中は「対北送金に対する特別検事捜査は、それ自体やってはならないことだった。国政を遂行していれば、外部には知らせられない多数の問題がある。これを一々特別検事が捜査し、問題視すれば、国政は難しくなる。1億ドルを提供しようとしたのは事実だが、実定法では難しい部分があり、政府レベルでは提供できなかった。現代が通信に関する権利を北朝鮮側から提供される対価として支払ったと聞いている」と関与を認めた。
2011年12月、金大中政権が発足当時からノーベル平和賞受賞のために組織的な「工作」を行っていたことや、北朝鮮に5億ドルを不法送金した内幕、安全企画部による盗聴などをメディアに次々と暴露した元国家情報院職員がアメリカへの政治亡命が認められた。この元職員は機密漏洩の容疑で国家情報院より告発されている。
産経新聞社の野口裕之は、金大中政権が国家安全企画部を廃止・弱体化して国家情報院として改編した結果、金正日総書記（1941～2011年）の死亡を公式報道の直前まで把握できなかったと指摘している。

## その他
- 下の名前は元の漢字表記が「大仲」であったが、後に「大中」に改名した[69]。
- 木浦商業学校時代の恩師の椋本伊三郎は戦後、日本の外交官を務めたことがある。1998年10月、金大中が日本への国賓訪問中、迎賓館で椋本に会って、感謝の挨拶をしたこともある[70]。
- 魚のコモンカスベ（ガンギエイ）が好物である。1993年に政界引退宣言をしてイギリスに行った時も、韓国からガンギエイを輸送して食べたことがある[71]。
- 国会議員初当選時の任期は3日だけであったが、実はクーデターのニュースを受けてから上京したため、一度も国会議事堂に入らなかった[6]。
- 大統領になるまでの自宅軟禁、投獄期間は約10年に及ぶ。
- 私邸がソウル市麻浦区東橋洞にあったことから、金大中系の政治家は「東橋洞系」と呼ばれる。
- 妻の李姫鎬と共に書道に長ける[72]。
- ドラマ『砂時計』で全羅方言が悪役の言葉として使われることに不満を持つ[73]。
- 1997年に女優のオ・ジョンヘ（朝鮮語版）の結婚式の司会者を務めた[74]。
- 2000年の元日に、漢字交じりで「새千年 새希望（新たな千年、新たな希望 ハングル専用文：새천년 새희망）」と書き初めし、全国漢字教育推進総連合会から賞賛された。
- 政治家のジョー・バイデン（後に第46代アメリカ合衆国大統領に就任）とは金の米国亡命中に知り合った。2001年、米国上院外交委員長として韓国大統領府を訪れたバイデンは金大中のネクタイが気に入って、金とネクタイを交換した。金のネクタイにはスープの跡が残っていたが、バイデンは「大統領になれるという希望の象徴」と見なして大切に保管してきたと言われる[75]。
- 国会議員を務めた1970年に、当時24歳の女性（後に自殺）との間で婚外子をもうけたと、2005年4月、韓国のSBSテレビが報道した。国家情報院はこの問題を「1号懸案」と呼び、関係者の盗聴など特別な注意を払っていたという。
- 2009年に10月17～18日に嶺南大学付設「朴正煕リーダーシップ研究院」が世論調査機関「リサーチ・アンド・リサーチ」に依頼して行った「韓国の発展に最も大きく貢献した大統領」を問うアンケートで2位となった（1位は朴正煕）[76]。
- 2017年5月20～22 日に世論調査専門機関リサーチビューが行った歴代大統領の好感度調査（歴代大統領から最も好感を持つ人を1人だけ選ぶ調査）で盧武鉉（54.2％）、朴正煕（20.6％）に次いで3位（13.5％）となった[77]（歴代大統領から1人だけを選ぶ調査では、盧武鉉と支持層が重なる金大中は不利になる）。
- 大統領在任中に死刑判決を受けた北朝鮮の工作員辛光洙（シン・グァンス）を恩赦で釈放した。また、18か月しか服役していない殺人犯朴琦緖（パク・キソ）を釈放した。
- 2020年、次男の金弘業と三男の金弘傑が金大中の遺産である私邸とノーベル賞の賞金をめぐり法廷闘争を行うことが報道された[78]。

## 日本語の著書
- 『独裁と私の闘争 : 韓国野党前大統領候補の記録』光和堂、1973年6月28日。
- 和田春樹・東海林勤編『民主救国の道～講演と論文 1973-1980』新教出版社、1980年。
- 『無窮花よ永遠に』アンヴィエル、1980年9月10日。
- 和田春樹・金学鉉・高崎宗司訳『金大中獄中書簡』（岩波書店，1983年、新版2009年）
- 『平和と民主主義にすべてを賭けて : 政治哲学と対話集』IN通信社、1992年12月3日。
- 金容権訳『新しき出発のために』（朝日新聞社，1994年）
- NHK取材班 訳『わたしの自叙伝―日本へのメッセージ』日本放送出版協会、1995年3月31日。
- 金容雲訳『民族と統一を想う』（三一書房，1997年）
- 金淳鎬訳『いくたびか死線を越えて～わが人生、わが道』（千早書房，1998年）
  - 改題増補版『金大中自伝～わが人生、わが道』（千早書房，2000年）
- 伊藤成彦ほか訳『新しい時代を拓くために～民主主義・人権・民族統一』（影書房，1998年）
- 金淳鎬訳『私の女性観　オモニ、そのすべての愛の始まり』（白石書店，2000年）
- 『和解と共存への道』（岩波ブックレット No.536，2001年）
- 金有培記録・構成、田内基訳『生産的福祉への道』（毎日新聞社，2002年）
- 波佐場清・康宗憲訳『金大中自伝 Ⅰ・Ⅱ』（岩波書店，2011年）、大統領就任前後の回想

## 関連映像作品
映画
- いまこそ自由を! 金大中氏らを救おう（1981年） - ドキュメンタリー映画[注 10]
- KT（2002年） - 演：チェ・イルファ
- キングメーカー 大統領を作った男（2022年） - 演：ソル・ギョング[80]
- オン・ザ・ロード〜不屈の男、金大中〜（2024年） - ドキュメンタリー映画。

TVドラマ
- コリアゲート（1995年）
- 第5共和国（2005年） - 演：イム・ドンジン